# Sindaco di Parigi
Il sindaco di Parigi (in francese Maire de Paris) è l'amministratore delegato di Parigi, la capitale e la città più grande della Francia. Il titolare dell'ufficio è responsabile dell'amministrazione e della gestione della città, presenta proposte e raccomandazioni al consiglio di Parigi, è attivo nell'applicazione delle ordinanze cittadine, presenta il bilancio annuale della città e nomina i funzionari comunali, i commissari o i direttori dei dipartimenti, nonché i membri dei consigli e delle commissioni cittadine. Durante le riunioni del consiglio di Parigi, il sindaco presiede la seduta, come in qualsiasi altro comune francese. Poiché Parigi è anche un dipartimento, il sindaco ha anche il rango di presidente del consiglio dipartimentale.

## Storia
Quando la rivoluzione francese ebbe inizio dopo l'assalto alla Bastiglia il 14 luglio 1789, gli insorti della città uccisero l'ultimo prevosto di Parigi (prevosto dei mercanti), Jacques de Flesselles. Poiché l'ufficio del prevosto fu abolito come uno dei primi atti con lo scioglimento dell'Ancien Régime, gli insorti stabilirono un governo rivoluzionario chiamato "Comune di Parigi", inizialmente guidato da Jean Sylvain Bailly, il primo intitolato "sindaco di Parigi". L'ufficio del sindaco fu molto importante durante le fasi critiche della Rivoluzione, e durante il regime del Terrore di Robespierre (1793–1794) fu decisivo per la scoperta e l'esecuzione di tutti i sospetti controrivoluzionari. Nel luglio del 1794, dopo il 9° Termidoro, il colpo di stato che depose e giustiziò Robespierre e i suoi compari, la carica di sindaco fu abolita perché ritenuta troppo potente.
Dopo la rivoluzione di Febbraio del 1848, la monarchia di luglio terminò in favore di una nuova repubblica, che ripristinò la carica di sindaco. Questo rinnovamento fu però breve, poiché la rivolta delle giornate di giugno dello stesso anno mise fine alla possibilità di creare un sindaco forte. La commissione esecutiva, incaricata di governare provvisoriamente il paese, preferì trasferire i poteri del sindaco al prefetto della Senna, nominato dal ministero dell'Interno.
Nel 1870, ancora una volta, fu ristabilita la carica di sindaco di Parigi, che nuovamente non sopravvisse a lungo. L'occasione per la ricostituzione fu la caduta del secondo impero dopo la sconfitta nella guerra franco-prussiana. Il governo provvisorio di difesa nazionale di Louis-Jules Trochu ritenne che una forte leadership a Parigi avrebbe impedito la sedizione durante l'assedio prussiano alla città. Dopo la conquista definitiva di Parigi da parte dei prussiani, il malcontento popolare esplose in una nuova Comune insurrezionale di stampo socialista. Inoltre, nel caso in cui la Comune fosse stata definitivamente soppressa, il nuovo governo nazionale preferì dividere Parigi in più sindaci (uno per ogni arrondissement) per evitare la perdita totale della città in caso di ulteriori rivolte.
Così dal 1794 al 1977 (eccetto per 14 mesi), Parigi è stato l'unico comune di Francia senza sindaco e aveva meno autonomia anche del più piccolo villaggio. Per la maggior parte del periodo dal 1800 al 1977 (tranne che per brevi periodi nel 1848 e nel 1870-1871), è stata controllata direttamente dal prefetto del dipartimento (prefetto della Senna prima del 1968 e prefetto di Parigi dopo il 1968). Nel 1975 il parlamento francese ha approvato un disegno di legge che ristabilisce un sindaco eletto per Parigi, a partire dal 1977. Il disegno di legge è stato firmato dal presidente Valéry Giscard d'Estaing il 31 dicembre 1975. Nel marzo 1977, dopo le prime elezioni comunali formali, l'ex primo ministro Jacques Chirac è stato scelto come sindaco di Parigi, carica che ha ricoperto fino al 1995, quando è stato eletto presidente della Francia.

## Sindaci di Parigi
Legenda
- Indipendente (3)
- Società del 1789 (1)
- Giacobini (2)
- Foglianti (1)
- Girondini (1)
- Montagnardi (2)
- Repubblicani Moderati (2)
- Repubblicani "Opportunisti" (2)
- Centro-sinistra (1)
- Raggruppamento per la Repubblica (2)
- Partito Socialista (2)

| N.                                                                         | Sindaco                                | Sindaco | Sindaco                                     | Mandato          | Mandato          | Partito politico (coalizione politica) |
| N.                                                                         | Sindaco                                | Sindaco | Sindaco                                     | Inizio           | Fine             | Partito politico (coalizione politica) |
| -------------------------------------------------------------------------- | -------------------------------------- | ------- | ------------------------------------------- | ---------------- | ---------------- | -------------------------------------- |
| 1                                                                          |                                        |         | Jean Sylvain Bailly (1736–1793)             | 15 luglio 1789   | 18 novembre 1791 | Indipendente (1789-1790)               |
| 1                                                                          | Società del 1789 Giacobini (1790-1791) |         | Jean Sylvain Bailly (1736–1793)             | 15 luglio 1789   | 18 novembre 1791 |                                        |
| 1                                                                          |                                        |         | Jean Sylvain Bailly (1736–1793)             | 15 luglio 1789   | 18 novembre 1791 |                                        |
| 1                                                                          | Foglianti (1791)                       |         | Jean Sylvain Bailly (1736–1793)             | 15 luglio 1789   | 18 novembre 1791 |                                        |
| 2                                                                          |                                        |         | Jérôme Pétion de Villeneuve (1756–1794)     | 18 novembre 1791 | 6 luglio 1792    | Giacobini                              |
| Incarico assunto "ad interim" dal 6 al 13 luglio da Philibert Borie        |                                        |         |                                             |                  |                  |                                        |
| 2                                                                          |                                        |         | Jérôme Pétion de Villeneuve (1756–1794)     | 13 luglio 1792   | 15 ottobre 1792  | Giacobini                              |
| Incarico assunto "ad interim" dal 15 ottobre al 2 dicembre da Boucher-René |                                        |         |                                             |                  |                  |                                        |
| 3                                                                          |                                        |         | Henri Lefèvre d'Ormesson (1751-1808)        | 21 novembre 1792 | 21 novembre 1792 | Indipendente                           |
| 4                                                                          |                                        |         | Nicolas Chambon (1748–1826)                 | 8 dicembre 1792  | 14 febbraio 1793 | Girondini                              |
| 5                                                                          |                                        |         | Jean-Nicolas Pache (1746–1823)              | 14 febbraio 1793 | 10 maggio 1794   | Montagnardi (Hebertismo)               |
| 6                                                                          |                                        |         | Jean-Baptiste Fleuriot-Lescot † (1761–1794) | 10 maggio 1794   | 28 luglio 1794   | Montagnardi (Robespierrismo)           |
| Ufficio abolito dal 1794 al 1848                                           |                                        |         |                                             |                  |                  |                                        |
| 7                                                                          |                                        |         | Louis-Antoine Garnier-Pagès (1803–1878)     | 24 febbraio 1848 | 9 marzo 1848     | Repubblicani Moderati                  |
| 8                                                                          |                                        |         | Armand Marrast (1801–1852)                  | 9 marzo 1848     | 19 luglio 1848   | Repubblicani Moderati                  |
| Ufficio abolito dal 1848 al 1870                                           |                                        |         |                                             |                  |                  |                                        |
| 9                                                                          |                                        |         | Étienne Arago (1802–1892)                   | 4 settembre 1870 | 15 novembre 1870 | Indipendente                           |
| 10                                                                         |                                        |         | Jules Ferry (1832–1893)                     | 15 novembre 1870 | 18 marzo 1871    | Repubblicani "Opportunisti"            |
| 11                                                                         |                                        |         | Louis Charles Delescluze † (1809–1871)      | 18 marzo 1871    | 25 maggio 1871   | Centro-sinistra                        |
| 12                                                                         |                                        |         | Joseph Vautrain (1818–1881)                 | 31 luglio 1871   | 4 agosto 1871    | Repubblicani "Opportunisti"            |
| Ufficio abolito dal 1871 al 1977                                           |                                        |         |                                             |                  |                  |                                        |
| 13                                                                         |                                        |         | Jacques Chirac (1932–2019)                  | 20 marzo 1977    | 22 marzo 1995    | Raggruppamento per la Repubblica       |
| 14                                                                         |                                        |         | Jean Tiberi (1935–2025)                     | 22 marzo 1995    | 25 marzo 2001    | Raggruppamento per la Repubblica       |
| 15                                                                         |                                        |         | Bertrand Delanoë (1950–)                    | 25 marzo 2001    | 5 aprile 2014    | Partito Socialista                     |
| 16                                                                         |                                        |         | Anne Hidalgo (1959–)                        | 5 aprile 2014    | in carica        | Partito Socialista                     |